# Liste des châteaux de la Seine-Saint-Denis
Cet article recense les châteaux de la Seine-Saint-Denis, en France.

## Liste
| Icône            | Signification    | Abréviations             | Abréviations                  | Abréviations             | Abréviations           |
| ---------------- | ---------------- | ------------------------ | ----------------------------- | ------------------------ | ---------------------- |
| Château fort     | Château fort     | = Bastide                | = Ferme fortifiée             | = Maison forte           | = (Néo-)Palladianisme  |
| Renaissance      | Renaissance      | = Château gascon         | = Folie (montpelliéraine)     | = Manoir, Gentilhommière | = Résidence épiscopale |
| Domaine viticole | Domaine viticole | = Classicisme, classique | = Forteresse, fort(ification) | = Maison (noble)         | = Style Beaux-Arts     |
| Palais           | Palais           | = Commanderie            | = Gothique (flamboyant)       | = Néo-baroque            | = Style Second Empire  |
| Ruine ou disparu | Ruine, disparu   | = Château pinardier      | = Hôtel particulier           | = Néo-classique          | = Style italianisant   |
|                  |                  | = Demeure seigneuriale   | ... = Style Louis XII...XVI   | = Néo-gothique           | = Style troubadour     |
|                  |                  | = Éclectisme             | = Logis (seigneurial)         | = Néo-Renaissance        | = Villa (de Nice)      |
| Baroque, rococo  | Baroque, rococo  | = Édifice religieux      | = Motte castrale/féodale      | = Pavillon de chasse     | = Styles du XXe siècle |

| Type                                             | Château                              | Commune           | Protection                                                                          | Notes                                                                                              | Coordonnées                 | Illustration |
| ------------------------------------------------ | ------------------------------------ | ----------------- | ----------------------------------------------------------------------------------- | -------------------------------------------------------------------------------------------------- | --------------------------- | ------------ |
| Classicisme, classique · Ruine ou disparu        | Château de Bagnolet                  | Bagnolet          |                                                                                     | XVIIe et XVIIIe siècles pavillon de l'Ermitage                                                     | 48° 51′ 43″ N, 2° 24′ 22″ E |              |
| Renaissance · Classicisme, classique             | Château des Cèdres                   | Montfermeil       | Inscrit MH (1976) · Notice no PA00079936                                            | XVIIe et XIXe siècles, abrite les activités culturelles et artistiques de Montfermeil              | 48° 53′ 56″ N, 2° 34′ 01″ E |              |
|                                                  | Château de la Forêt                  | Livry-Gargan      |                                                                                     | Musée                                                                                              | 48° 55′ 03″ N, 2° 31′ 56″ E |              |
| Classicisme, classique                           | Château de Gournay-sur-Marne         | Gournay-sur-Marne | Inscrit MH (1945) · Notice no PA00079935                                            | XVIIe siècle, actuel hôtel de ville                                                                | 48° 51′ 54″ N, 2° 34′ 23″ E |              |
|                                                  | Château Guérin                       | Neuilly-sur-Marne |                                                                                     | Conservatoire de musique                                                                           | 48° 51′ 22″ N, 2° 31′ 41″ E |              |
|                                                  | Château de Ladoucette                | Drancy            |                                                                                     | | 48° 55′ 32″ N, 2° 26′ 34″ E |              |
|                                                  | Château de Montreau                  | Montreuil         |                                                                                     | Musée de l'Histoire Vivant                                                                         | 48° 51′ 58″ N, 2° 28′ 19″ E |              |
| Classicisme, classique                           | Petit Château (Maison de Bourlon)    | Montfermeil       | Inscrit MH (1984) · Notice no PA00079937                                            | XVIIe siècle, propriété du conseil général                                                         | 48° 53′ 56″ N, 2° 33′ 50″ E |              |
| Classicisme, classique · Ruine ou disparu        | Château du Raincy                    | Le Raincy         |                                                                                     | XVIIe et XVIIIe siècles, disparu                                                                   | 48° 53′ 49″ N, 2° 30′ 56″ E |              |
|                                                  | Château de Romainville               | Romainville       |                                                                                     | Démoli                                                                                             | 48° 53′ 10″ N, 2° 26′ 06″ E |              |
| (Néo-)Palladianisme                              | Château de Saint-Ouen                | Saint-Ouen        | Inscrit MH (1961) · Classé MH (1965, 2019) · Notice no PA00079960 · Notice no M0423 | XIXe siècle, abrite des expositions et le conservatoire municipal                                  | 48° 55′ 01″ N, 2° 19′ 44″ E |              |
| Néo-classique                                    | Château de Sainte-Assise             | Seine-Port        | « Photo », notice no AP67L02148                                                     | XVIIe et XVIIIe siècles                                                                            | 48° 32′ 21″ N, 2° 33′ 07″ E |              |
|                                                  | Château de Sevran (Château du Fayet) | Sevran            |                                                                                     | ancien hôtel de ville                                                                              | 48° 56′ 24″ N, 2° 31′ 34″ E |              |
| Classicisme, classique · Ruine ou disparu        | Château de Stains                    | Stains            | Classé MH (1933) · Notice no PA00079962                                             | XVIIIe siècle, ne reste que le porche d'entrée qui est intégré à la médiathèque Louis-Aragon       | 48° 57′ 30″ N, 2° 22′ 54″ E |              |
|                                                  | Château du Marquis du Terrail        | Épinay-sur-Seine  |                                                                                     | Actuel hôtel de ville                                                                              | 48° 57′ 06″ N, 2° 18′ 50″ E |              |
|                                                  | Château de la Terrasse               | Clichy-sous-Bois  |                                                                                     | | 48° 54′ 46″ N, 2° 32′ 58″ E |              |
|                                                  | Château du vicomte de Puységur       | Clichy-sous-Bois  |                                                                                     | Actuel hôtel de ville                                                                              | 48° 54′ 39″ N, 2° 32′ 46″ E |              |
| Classicisme, classique · Folie (montpelliéraine) | Château de Villemomble               | Villemomble       | Inscrit MH (1986) · Notice no PA00079968                                            | XVIe et XVIIIe siècles XIXe et XXe siècles, abrite des expositions et des associations culturelles | 48° 53′ 06″ N, 2° 30′ 40″ E |              |